# Mandalahalli, Ramanagara
Mandalahalli là một làng thuộc tehsil Ramanagara, huyện Ramanagara, bang Karnataka, Ấn Độ.